# Socknare
Socknare var ett svenskt medeltida tjänstemannayrke. Det motsvarar samtidigt åklagare och indrivare. Det fanns biskopssocknare och konungssocknare.